# Vachtkleur bij paarden

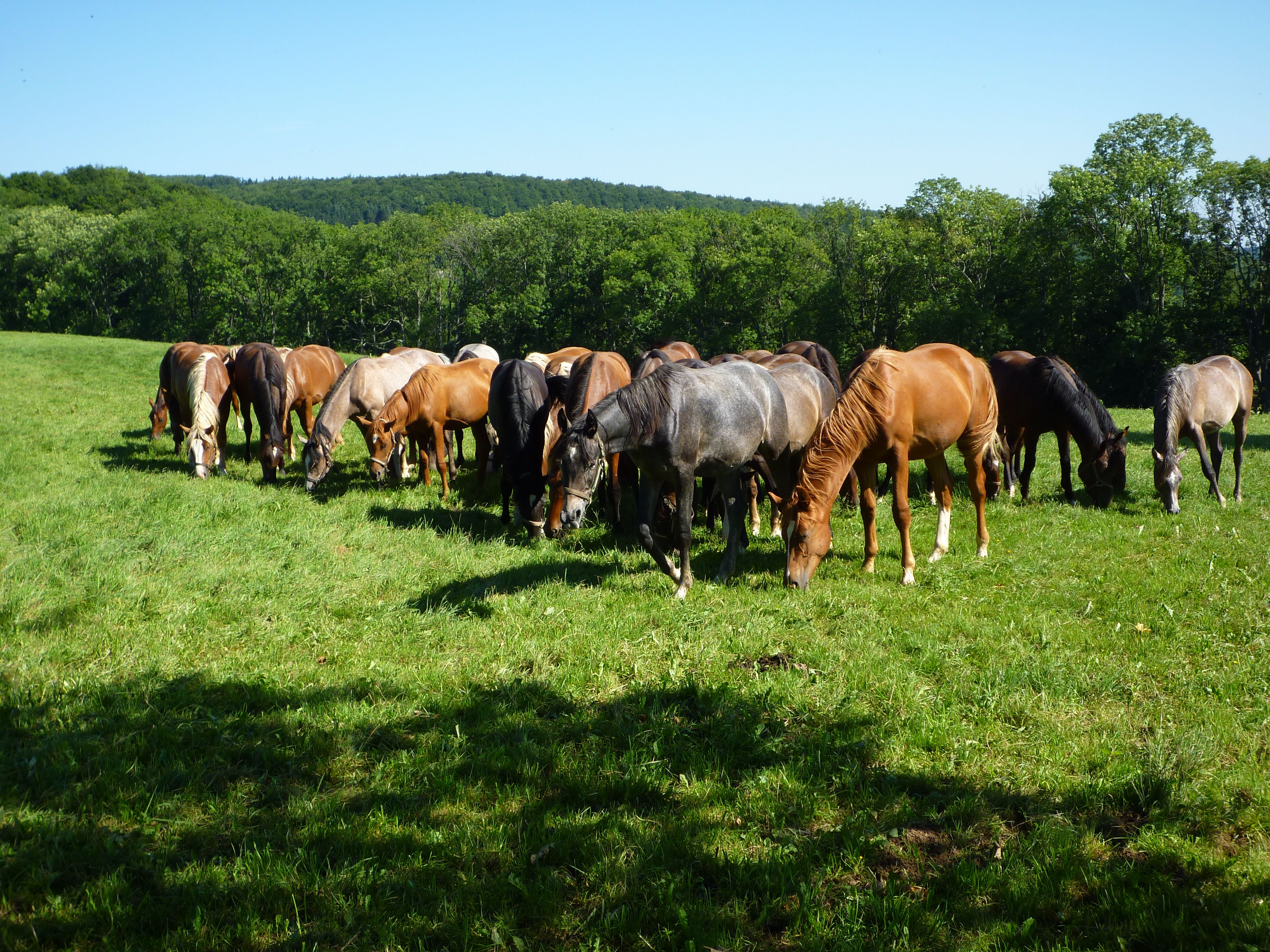
Paarden in verschillende kleuren

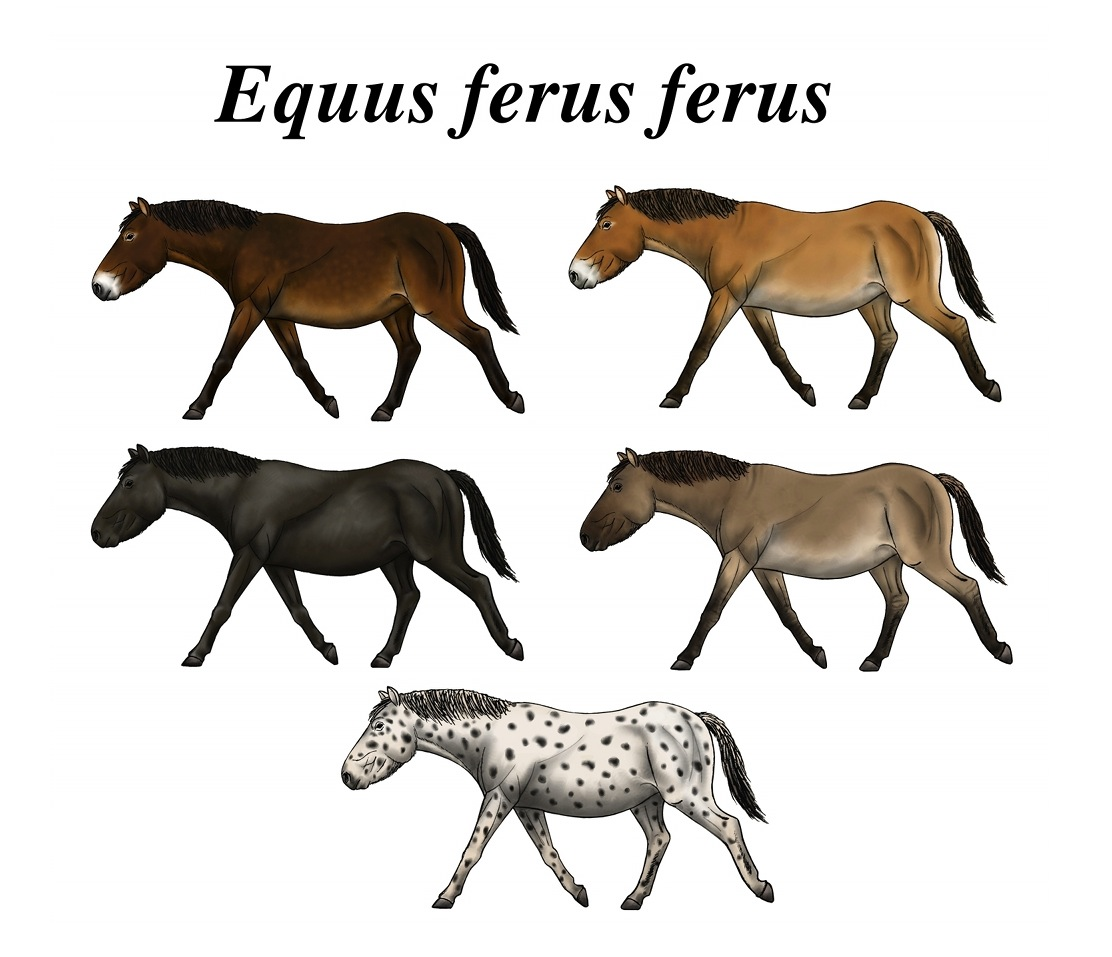
Reconstructie van verschillende fenotypen van het Europese wilde paard

De vachtkleur bij paarden wordt bepaald door genetische vererving. Verschillende kleurfactoren bepalen de kleur en het kleurpatroon van een paard waarbij er twee basiskleuren zijn, te weten zwart en vos (rood). Daarnaast zijn er nog de verdunnings- en wijzigingsfactoren alsmede genen voor een deels witte vacht.

## Basiskleuren

### Vos (sorrel)
Vos is een roodachtige kleur waarvan de tint kan variëren van heel licht tot donker als koffie, maar niet met zwarte manen of staart. Vos is recessief, heeft de genetische code 'ee' en is homozygoot.
Variaties
- Lichte vos
- Donkervos, koffievos, koolvos, ook wel: brandvos
- Zweetvos (met lichtere manen en staart)

### Zwart (black)
Zwart is dominant. Een echt zwart paard heeft dus minimaal één gen voor zwart. De genetische code is dan 'EE' of 'Ee'.
Egaal zwarte paarden zijn vrij zeldzaam. Veel zwarte paarden vertonen onder de invloed van zonlicht rufisme en worden minder diep van tint in de zomer.
Variaties
- Gitzwart
- Koolzwart
- Vaalzwart

### Bruin (bay)
Het tweede gen dat van belang is, is het agoutigen. Dit gen veroorzaakt in combinatie met de basiskleur zwart, de kleur bruin. Een bruin paard heeft een bruine vacht en zwarte manen, staart en benen. Ook de oorpunten zijn vaak zwart. Het agoutigen (code A) is dominant maar heeft alleen invloed op zwart pigment. Een vos kan dit dus ongemerkt bij zich dragen.
Eigenlijk hoort bruin niet bij de basiskleuren, het heeft namelijk als basiskleur zwart. Omdat alle andere verdunningsfactoren of patronen terug te brengen zijn op vos, bruin of zwart, wordt het toch vaak bij de basiskleuren genoemd.
Variaties
- Lichtbruin
- Bruin
- Donkerbruin
- Zwartbruin

## Verdunningskleuren
Er zijn vijf hoofdtypen die de basiskleuren veranderen. Dat zijn crème, wildkleur, zilver, Champagne en Pearl.

### Crème (cream)
Paarden met een crème-factor hebben een basiskleur die iets gewijzigd is.
Een paard heeft twee allelen uit de C-serie. Een enkele aanwezigheid zorgt ervoor dat de kleur van het paard verdund wordt. Bij een enkele aanwezigheid maakt cream van een vos een Palomino, van een bruin paard een Valk, en een zwart paard een Smokey-black. 

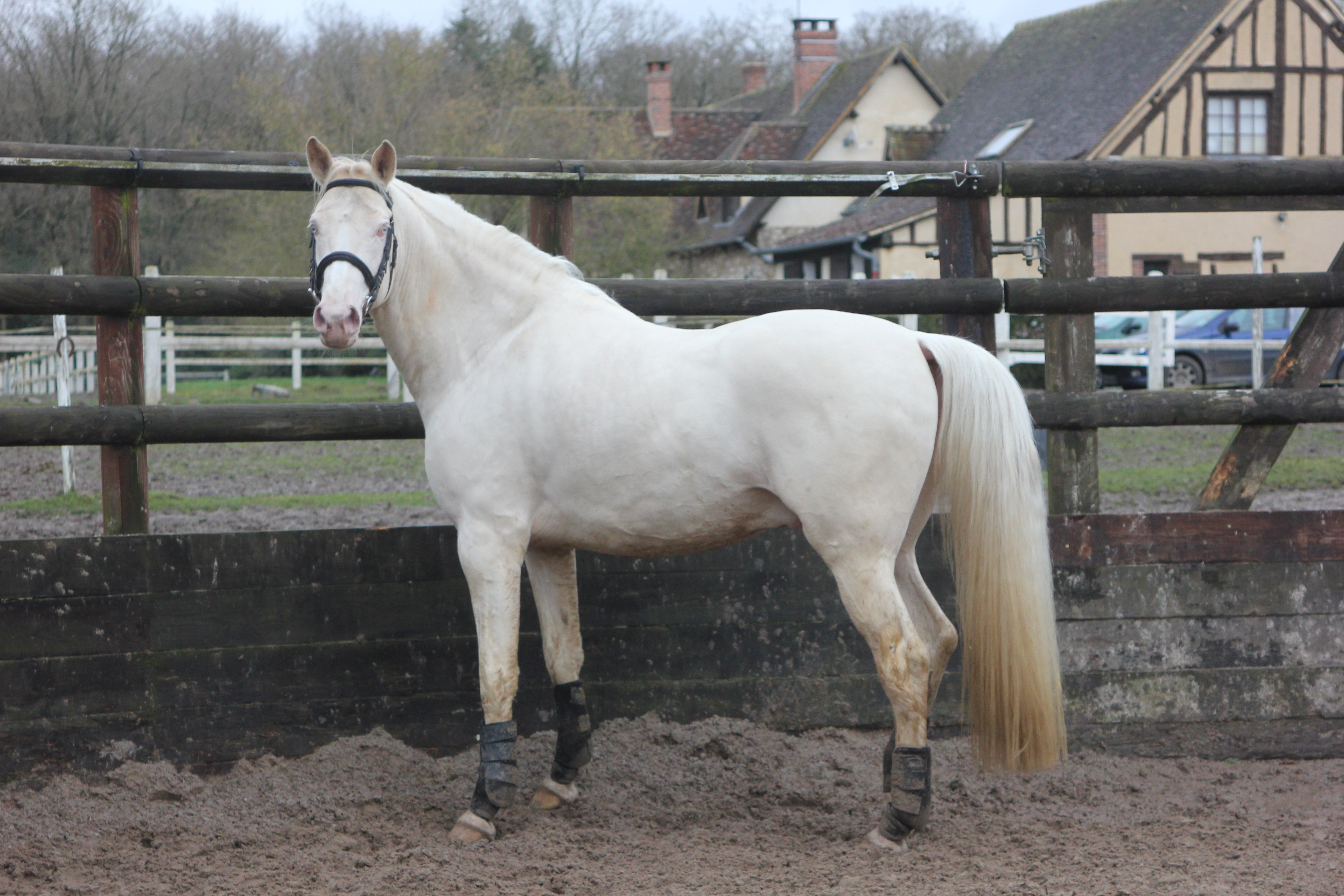
Cremello paard

Bij een dubbele aanwezigheid van het crème-gen ontstaan er een dubbele verdunning. De kleuren die hieruit ontstaan zijn bij vos een Cremello, op bruin een Perlino, en bij zwart een Smokey-cream. Deze kleuren werden vroeger aangezien als albino paarden. Albino komt echter niet voor bij paarden. 

### Wildkleur (dun)
De wildkleur-verdunning (in het Engels 'Dun', aangeduid met D) kenmerkt zich door een lichtere kleur vacht, een aalstreep en andere primitieve markeringen, zoals zebrastrepen op de benen, en soms een donkere streep op de schouders of cobwebbing, dunne strepen op het voorhoofd en een donker gekleurd hoofd. 
Het wildkleur-gen is dominant, en zichtbaar op vos, bruin en zwart. Een wildkleurig paard zal dus ook altijd één ouder hebben met wildkleur. 

### Zilver (silver)
Zilver is de derde verdunningsfactor en heeft alleen invloed op zwart pigment. Als een vos het zilver gen bij zich draagt kun je dat dus niet zien, maar aan de nakomelingen misschien wel. Zilver verdunt de kleur van de manen tot grijsachtig of zilverwit. Het verbleekt het zwart in de vacht tot een chocoladeachtige kleur. Ook kunnen er duidelijke appeltjes op de vacht zichtbaar zijn: de zilverappels.
Silver kan in homozygote vorm voor oogproblemen zorgen en het is dus niet verstandig om Silver × Silver te fokken.

### Champagne
De vierde verdunningsfactor is champagne. Deze factor maakt de vacht lichter, maar heeft ook invloed op de huid en ogen. Het veulen wordt geboren met een roze huid en blauwe ogen, de ogen verkleuren op latere leeftijd naar amber of lichtbruin.
Rond de neus, de ogen en tussen de billen zijn blauwachtige stippels zichtbaar, die zeer kenmerkend zijn voor de aanwezigheid van het champagne-gen. 
De kleuren zijn te verdelen in Classic, Amber en Gold Champagne. Op de foto staat een Amber Champagne horse. 

### Pearl
De meest recent ontdekte verdunningsfactor is pearl. Ook deze maakt de vacht lichter, maar enkel in homozygote vorm. Dit gen is daarnaast ook recessief, en daarom alleen zichtbaar met twee allelen pearl. Als er een andere verdunningsfactor aanwezig is, zal deze dominant zijn over het pearl-gen. Cream en pearl zijn lastig uit elkaar te houden op de basiskleur vos; op zwart en bruin is dit wel goed te zien. Zwart en bruin pearl lijkt dan meer op champagne. Pearl komt voornamelijk voor bij Lusitano's en PRE paarden. De kleur is ook regelmatig te vinden bij Quarter-horses en Paints. 

## Andere kleurfactoren

### Schimmel (grey)
Onder invloed van het grey-gen verliezen de haren langzamerhand hun pigment, en krijgt het paard uiteindelijk een witte of grijze vacht. Grey is een dominant gen, en is zelfs over alle kleuren dominant. Dit houdt in dat het niet uitmaakt in welke kleur een paard geboren wordt; zelfs al heeft het paard vlekken of is het bijvoorbeeld een palomino. Het paard zal uiteindelijk wit worden. De meeste paarden zijn bijna geheel wit bij de leeftijd van tien jaar. 

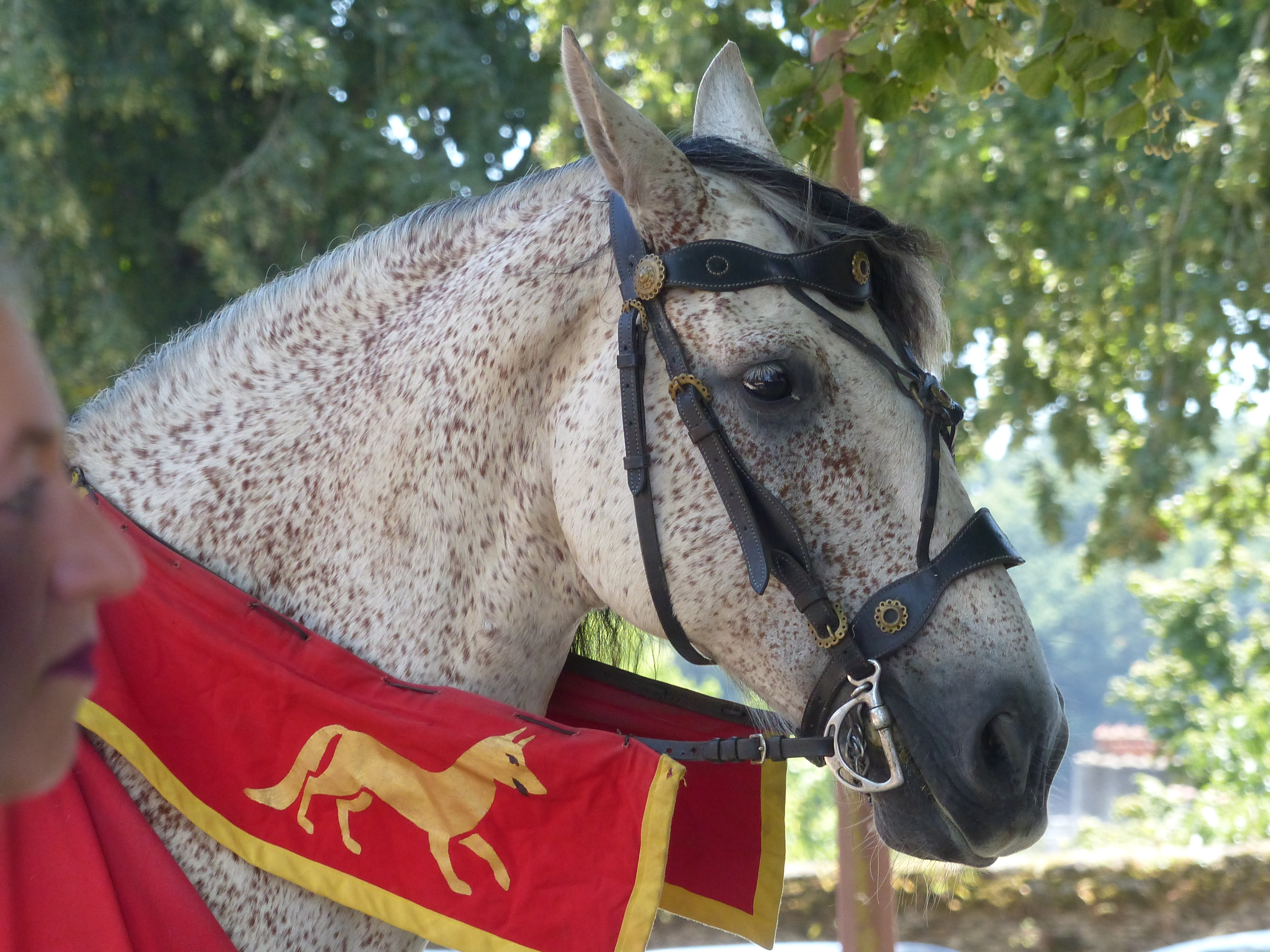
Vliegenschimmel

Er zijn verschillende soorten schimmels. Dit heeft te maken met hoe het paard wit wordt. 
- Dapplegrey of appelschimmel is een schimmel met rondjes of sterachtige patronen in de vacht.
- Steel grey is een schimmel met een metaalachtige grijze tint van de vacht.
- Vliegenschimmels zijn paarden met spikkels zwart of bruin in de vacht.
- Witschimmels zijn geheel wit gekleurd.

### Roan
Een roan krijgt zijn specifieke kleur doordat er door de vacht naast basiskleurige haren ook witte haren zitten. Roans worden ook wel onveranderlijke schimmels genoemd, maar deze kleur heeft niets met schimmels te maken. Paarden met de kleur roan hebben ook witte haren door de vacht, maar dit worden er niet steeds meer. Het hoofd, de manen, de staart en de benen hebben de kleur van de basisvacht; daar bevinden zich geen of minder witte haren. Hierdoor hebben roans vaak hun kenmerkende tekeningen: een donker hoofd met een veel lichter gekleurde romp. Een andere naam voor zwart-roan is moorkop.

### Sooty
Sooty veroorzaakt zwarte haren in de vacht, waardoor de kleur donkerder wordt. Dit is met name het geval op de rug en bovenzijde van het paard en de benen. Soms veroorzaakt het losse zwarte haren, soms een donkerder deel op de rug en soms wordt de hele vacht donkerder. Door het sooty-effect is het soms lastig vast te stellen welke basiskleur een paard heeft.

### Meelsnuit (pangare, mealy)
Dit veroorzaakt een lichte buik en onderkant van het paard, en een licht uiteinde van de neus, waardoor het lijkt alsof dit paard met zijn neus in het meel heeft gezeten.

### Flaxen
Flaxen veroorzaakt de kleur 'zweetvos', met witte manen en staart, zoals gezien bij haflingers. De precieze werking en effecten van flaxen zijn nog grotendeels onbekend. Waarschijnlijk beïnvloedt het alleen het rode pigment, en dan alleen in de manen en de staart. Vermoedelijk gaat het om een recessief gen.

## Wijzigingsfactor
De kleur "platenbont" is geen kleur op zichzelf, maar wordt veroorzaakt door een wijzigingsfactor, welke wordt aangeduid met de letter P.
Deze P-factor zorgt ervoor dat:
- een bruine kleur wordt omgezet in bruinplatenbont (de driekleur, want een bruin paard is natuurlijk al tweekleurig);
- vos wordt omgezet in vosbont (tweekleur);
- zwart wordt omgezet in zwartbont (tweekleur).

Een homozygoot bonte hengst (of merrie) draagt de dubbele factor PP. Deze krijgt dus altijd bontgekleurde veulens, of er nu een bonte of een effen gekleurde merrie (of hengst) bij wordt gezet, omdat er altijd een dominante P wordt doorgegeven.
Een heterozygoot bonte hengst (of merrie) draagt de factor Pp. De kans dat de bontfactor wordt doorgegeven is daardoor met de helft verminderd; de kans dat er in combinatie met een effen gekleurd paard bonte veulens geboren worden is dus 50%.

## Witpatronen
Een laatste, zeer opvallende invloed op de vachtkleur van een paard zijn de witpatronen, meestal ook wel bont genoemd, hoewel er ook andere soorten witpatronen zijn. Het staat los van de hierboven beschreven kleuren en invloeden, en kan dus gecombineerd met al die mogelijkheden voorkomen. Waar de vacht vanwege een patroon wit is, kun je de andere kenmerken niet meer waarnemen. Een aalstreep is bijvoorbeeld niet zichtbaar op de plekken waar de witte haren groeien.

### Appaloosa
Het betreft hier een duidelijk stippenpatroon. De paarden hebben een basiskleur, zoals zwart, bruin of vos, met daar overheen een vlekkenpatroon. De kleuren veranderen naarmate het ouder worden. Vaak worden ze gedurende een aantal jaren steeds lichter. Maar het vlekkenpatroon blijft altijd hetzelfde.

### Pinto

#### Tobiano (platenbont)
Tobiano is dominant. Het toont als grote witte vlekken die overal op het lichaam kunnen voorkomen. De hoeveelheid wit kan van paard tot paard verschillen.

#### Overo

##### Sabino
Sabino heeft vaak onscherpe en onregelmatig begrensde witte vlekjes en vlekken. Het is zelfs mogelijk dat de witte haren egaal over het hele haarkleed optreden, zodat men zou kunnen denken dat het paard een roan is. Soms is alles wat te zien is van een sabino-patroon een klein wit vlekje op de buik, maar een paard kan onder invloed van sabino ook grotendeels wit zijn met slechts enkele donkere plekken. De verschillen zijn dus erg groot.

##### Frame overo
Dit patroon is veel onregelmatiger dan platenbont. De witte gebieden en vlekken zijn grilliger gevormd. De rugzijde en de benen zijn het meest kleurvast en bij de meeste frame overo's dan ook gekleurd. Het frame-gen is dominant, maar het effect kan soms heel minimaal zijn en niet waarneembaar in de vacht. In homozygote vorm treedt het Overo Lethal White Syndrome (OLWS) op, een dodelijke genetische aandoening waardoor een veulen (bijna) geheel wit wordt geboren en enige tijd na de geboorte sterft.

##### Splashed (witkopbont)
De witte vlekken bevinden zich vooral aan de onderzijde van het paard, dus op de buik, een of meerdere benen en het hoofd uitgaande van de neus, alsof het paard met de onderkant in de witte verf is gedoopt. Het splashed-gen is incompleet dominant, een heterozygoot paard heeft dus minder aftekening dan een homozygoot.

## Kleurmutaties
Naast de basiskleuren en patronen zijn er ook nog kleurmutaties, verkleuringen of patronen die niet behoren tot een van de hier bovengenoemde patronen. Een daarvan wordt veroorzaakt doordat het haar op een herstelde wondplek vaak voor immer wit blijft.